# Universal Disk Format
Universal Disk Format (UDF) je otevřený formát souborového systému založeného na standardu ECMA-167/ISO 13346. Byl navržen jako náhrada za ISO 9660. Má zajistit možnost výměny dat mezi různými operačními systémy a snížit množství omezení, kterými ISO 9660 trpí.
Tento formát vyvíjí a udržuje OSTA (Optical Storage Technology Association). V současnosti má několik verzí z nichž nejpoužívanější je verze 1.02, jež je použita u formátu DVD-Video. UDF může být použito pro téměř všechna známá média – CD-ROM, CD-R, CD-RW, DVD-ROM, DVD-R, DVD±RW, DVD-RAM, Blu-ray, HD-DVD atd.

## Základní vlastnosti
- otevřený standard podporovaný mnohými OS
- velikost oddílu – 2 TB pro 512 B bloky, 8 TB pro 2 kB bloky
- podpora dlouhých jmen – maximálně 254 bajtů, název může obsahovat jakýkoliv znak (Unicode)
- souborové linky (pevné, symbolické)
- správa chyb
- metadata

## Verze UDF
- verze 1.00 [24. října 1995]
- verze 1.01 [3. listopad 1995]
- verze 1.02 [srpen 1996] – základní verze UDF, navrženo pro DVD-Video
- verze 1.50 [únor 1997] – podpora přepisovatelných médií (VAT) a správa chyb
- verze 2.00 [duben 1998] – zavedení tzv. named streams (možnost implementace rozšířených atributů ostatních souborových systémů), změna VAT
- verze 2.01 [březen 2000] – oprava chyb verze 2.00
- verze 2.50 [duben 2003] – zavádí metadata, standard navržený pro HD-DVD a Blu-ray
- verze 2.60 [březen 2005] – zavedení pseudo-přepisu pro sekvenčně zapisovatelná média